# Свети Никола (Будимирци)
Вижте пояснителната страница за други значения на Свети Никола.
„Свети Никола“ или „Свети Николай“ (на македонска литературна норма: „Свети Никола“, „Свети Николај“) е възрожденска църква в мариовското село Будимирци, част от Преспанско-Пелагонийската епархия на Македонската православна църква – Охридска архиепископия.
Църквата е гробищен храм, разположен в северната част на селото. Изградена е от 1875 до 1878 година. През Първата световна война, когато районът е на фронтовата линия, храмът е разрушен, а инвентарът отнесен от българската войска в България. В 1930 година е обновен, а в 2003 година е поправен и наново изографисан.